# Альто-Малькантоне
Альто-Малькантоне (італ. Alto Malcantone) — громада  в Швейцарії в кантоні Тічино, округ Лугано.

## Географія
Громада розташована на відстані близько 150 км на південний схід від Берна, 22 км на південний захід від Беллінцони.
Альто-Малькантоне має площу 22,1 км², з яких на 3,5% дозволяється будівництво (житлове та будівництво доріг), 15,6% використовуються в сільськогосподарських цілях, 68,3% зайнято лісами, 12,6% не є продуктивними (річки, льодовики або гори).

## Демографія
2019 року в громаді мешкало 1392 особи (+5,8% порівняно з 2010 роком), іноземців було 9%. Густота населення становила 63 осіб/км².
За віковим діапазоном населення розподілялося таким чином: 18,1% — особи молодші 20 років, 59,1% — особи у віці 20—64 років, 22,8% — особи у віці 65 років та старші. Було 624 помешкань (у середньому 2,2 особи в помешканні).
Із загальної кількості 167 працюючих 25 було зайнятих в первинному секторі, 25 — в обробній промисловості, 117 — в галузі послуг.